# Клівленд (округ Манітовок, Вісконсин)
Клівленд (англ. Cleveland) — селище (англ. village) в США, в окрузі Манітовок штату Вісконсин. Населення — 1579 осіб (2020).

## Географія
Клівленд розташований за координатами 43°55′5″ пн. ш. 87°44′47″ зх. д. / 43.91806° пн. ш. 87.74639° зх. д. (43.918006, -87.746296).  За даними Бюро перепису населення США в 2010 році селище мало площу 5,39 км², з яких 5,38 км² — суходіл та 0,02 км² — водойми.

## Демографія
Згідно з переписом 2010 року, у селищі мешкало 1485 осіб у 587 домогосподарствах у складі 428 родин. Густота населення становила 275 осіб/км².  Було 643 помешкання (119/км²).
Расовий склад населення:
| - 94,4 % — білих - 0,7 % — азіатів - 0,5 % — корінних американців - 0,3 % — чорних або афроамериканців - 3,2 % — осіб інших рас |

До двох чи більше рас належало 0,8 %. Частка іспаномовних становила 8,7 % від усіх жителів.
За віковим діапазоном населення розподілялося таким чином: 25,9 % — особи молодші 18 років, 61,2 % — особи у віці 18—64 років, 12,9 % — особи у віці 65 років та старші. Медіана віку мешканця становила 39,1 року. На 100 осіб жіночої статі у селищі припадало 105,4 чоловіків;  на 100 жінок у віці від 18 років та старших — 106,4 чоловіків також старших 18 років.
Середній дохід на одне домашнє господарство  становив 67 596 доларів США (медіана — 60 000), а середній дохід на одну сім'ю — 74 091 долар (медіана — 65 139). Медіана доходів становила 49 643 долари для чоловіків та 39 688 доларів для жінок. За межею бідності перебувало 3,5 % осіб, у тому числі 3,4 % дітей у віці до 18 років та 1,6 % осіб у віці 65 років та старших.
Цивільне працевлаштоване населення становило 755 осіб. Основні галузі зайнятості: виробництво — 34,6 %, освіта, охорона здоров'я та соціальна допомога — 21,1 %, роздрібна торгівля — 10,3 %, науковці, спеціалісти, менеджери — 6,5 %.